# DeeVeeDee
 (août 2025).
Motif : Notoriété de ce DVD ? (Note : l'interwiki en anglais redirige vers la page du groupe)
- Archive Wikiwix
- Bing
- Cairn
- DuckDuckGo
- E. Universalis
- Gallica
- Google
- G. Books
- G. News
- G. Scholar
- Persée
- Qwant
- (zh) Baidu
- (ru) Yandex
- (wd) trouver des œuvres sur Wikidata

| 1. | Préciser le motif de la pose du bandeau. | Précisez le motif de la pose du bandeau en utilisant la syntaxe suivante : {{admissibilité à vérifier\|date=août 2025\|motif=remplacez ce texte par le motif}}                 |
| 2. | Informer les utilisateurs concernés.     | Pensez à avertir le créateur de l'article, par exemple, en insérant le code ci-dessous sur sa page de discussion : {{subst:avertissement admissibilité à vérifier\|DeeVeeDee}} |

DeeVeeDee est le 5e DVD du groupe canadien Sum 41. Il est sorti en mars 2008. Il regroupe tous les délires du groupe de 2001 à 2005.

## Contenu

### Live Footage
1. Iggy Pop with Sum 41 - Performance at the Casbys (1.5 min)

### Backstage Footage
1. Gavin - Unedited Road to Ruin 7 footage
2. Reading Festival:  backstage footage
3. Warped Tour: Road to Ruin 5 (Original) footage

### Short Films
1. 1-800-Justice: Short movie back from 2001
2. Anti-Drug PSA: Short movie from Sum41.com back from 2005.
3. Basketball Diaries - Later Renamed "Basketball Butcher."
4. The Baby - Short animation from Sum41.com back from 2005